# Exephanes terminalis
Exephanes terminalis là một loài tò vò trong họ Ichneumonidae.